# Miocochilius
Miocochilius — вимерлий рід дрібних нотоунгулятних ссавців (типотерів), що походить з Південної Америки. Жив в епоху середнього міоцену. Рід містить два описані види, типовий вид M. anomopodus, описаний у 1953 році Рубеном Артуром Стіртоном, і M. federicoi, описаний у 2007 і включений до роду Даріном А. Крофтом.
Скам'янілості Miocochilius були знайдені в Lagerstätte Ла Вента в групі Хонда в Колумбії, де це найпоширеніший ссавець, групі Хонда в Болівії (M. federicoi) і формації Іпуруро в басейні Укаялі в Перу. Міокохіліус ділив своє середовище існування з багатьма іншими ссавцями, птахами, рептиліями та амфібіями.

## Опис
Рід Miocochilius був вперше описаний Рубеном Артуром Стиртоном у 1953 році на основі майже повних і численних неповних скелетів, знайдених у Honda Group у Колумбії. Типовий вид отримав назву M. anomopodus. Інші скам'янілості цього виду були знайдені в Ла-Вента і в формації Іпуруро в Перу. Другий вид, M. federicoi, був описаний Даріном А. Крофтом у 2007 році на основі верхньої щелепи, знайденої в Honda Group у Болівії.